# NGC 3112
NGC 3112 is een spiraalvormig sterrenstelsel in het sterrenbeeld Waterslang. Het hemelobject werd in 1886 ontdekt door de Amerikaanse astronoom Ormond Stone.

## Synoniemen
- ESO 567-11
- PGC 29189